# K12-B
Het gasveld K12-B bevindt zich in het Nederlandse deel van de Noordzee, zo'n 100 km ten noordwesten van Den Helder.

## Gasproductie
Sinds 1987 wordt er uit dit veld aardgas geproduceerd. Dit aardgas bevat echter een grote hoeveelheid CO2, zo'n 13%. Voordat dit gas afgeleverd kan worden moet het eerst gezuiverd worden; dit gebeurt offshore op het productieplatform. Tot voor kort werd al het afgescheiden CO2 de atmosfeer ingeblazen. Echter sinds 2004 waren operator GDF Suez en TNO bezig met een demonstratieproject om de CO2 te herinjecteren in het gasveld waaruit het geproduceerd werd. K12-B was de eerste locatie wereldwijd waar deze techniek werd toegepast.
Het K12-B-gasveld werd begin jaren tachtig ontdekt en is sinds 1987 in productie. Het gaat hier om een "middelmatig" groot gasveld wat zich in 2009 in zijn eindfase wat productie betreft bevindt.

## Geologie
Het gasreservoir bestaat uit gesteenten van het Boven- en Onder-Slochteren. Deze gesteenten stammen uit het Onder-Perm (circa 251 - 299 Ma). Het gesteente bestaat hoofdzakelijk uit zand en klei van fluviatiele en aeolische oorsprong. De afsluitende laag van het reservoir wordt gevormd door een honderden meters dik pakket steenzout uit het Zechstein.

## Injectie
In 2002 riep de Nederlandse overheid de CRUST-regeling in het leven. Onder deze regeling werd het mogelijk subsidie te krijgen voor activiteiten op het gebied van energiebesparing, duurzame energie en energietechnieken die tot een geringere belasting voor het milieu leiden.
In 2004 leidde dit tot de realisatie van Nederlands eerste CO2-opslagproject, genaamd ORC (Offshore Reinjection of CO2).

## CO2injectie compressor
Deze CO2 opslag wordt gerealiseerd door middel van een CO2 injectie compressor systeem. Dit systeem, het eerste in Nederland, zuigt vanuit de atmosferische afblaas nat CO2 aan en comprimeert dit gas tot een maximale druk van 90 bar(g), waarmee het gas vervolgens terug in het gasveld wordt geïnjecteerd. Deze compressorinstallatie is geleverd door ConPackSys en bestaat uit een viertraps zuigercompressor type Ariel. Sinds 2004 is deze installatie in bedrijf.